# Oberto (nome)
Oberto  è un nome proprio di persona italiano maschile.

## Origine e diffusione
Deriva dagli elementi germanici aud o od, "patrimonio", e bert, "illustre": il significato è dunque "illustre patrimonio". Il primo elemento del nome si ritrova anche in Oddone, Odilia, Odoacre, Elodia e Audomaro, mentre il secondo è condiviso da numerosi altri, quali Uberto, Roberto e Alberto.

## Onomastico
Trattandosi di un nome adespota, cioè non portato da alcun santo, l'onomastico può essere festeggiato il 1º novembre in occasione di Ognissanti.

## Persone
- Oberto I, vescovo cattolico italiano
- Oberto III, vescovo cattolico italiano
- Oberto I, nobile italiano, capostipite degli Obertenghi
- Oberto II di Biandrate, conte di Biandrate
- Oberto Catena, vescovo cattolico italiano
- Oberto Cattaneo Lazzari, doge della repubblica di Genova
- Oberto Doria, politico e ammiraglio italiano
- Oberto Foglietta, storico italiano
- Oberto II Pallavicino, condottiero italiano

## Il nome nelle arti
- Oberto, Conte di San Bonifacio, opera di Giuseppe Verdi.
- Oberto, un guerriero cristiano nell'Orlando Furioso di Ludovico Ariosto.